# マーチ・782
マーチ・782（March 782）、イギリスのマーチ・エンジニアリングが1978年のフォーミュラ2（F2）選手権用に開発・設計・製造されたフォーミュラカーである。ヨーロッパF2選手権で使用された。戦闘力が非常に高く、全12戦中11勝を挙げ、ブルーノ・ジャコメリが78ポイント獲得でシリーズチャンピオンを獲得。マルク・スレールは48ポイントでランキング2位となった。1981年末まで使用し、1980年にはアルベルト・コロンボがホッケンハイムリンクで優勝した。